# 克延镇区
克延镇区（發音：[kʰəjáɴ mjo̰nɛ̀]），是緬甸仰光省丹林县下辖的一个鎮區。2014年人口87,623人，位在仰光省南部。2014年人口158,019人，區域面積635.9平方公里。克延為該鎮區首府。